# Кажегельдин, Акежан Магжанович
Акежа́н Магжа́нович Кажеге́льдин (каз. Әкежан Мағжанұлы Қажыгелдин; род. 27 марта 1952, Георгиевка, Семипалатинская область) — казахстанский государственный, политический и общественный деятель, премьер-министр Республики Казахстан (1994–1997), оппозиционер, депутат Верховного Совета Республики Казахстан 12-го созыва.

## Биография
Казах, из племени уак Среднего жуза. Родился в селе Георгиевка Жарминского района Семипалатинской области, в семье учителей.
В 1969 поступил в Семипалатинский педагогический институт им. Н. К. Крупской и в 1974 году его окончил.
В 1974 году призван на военную службу, проходил её в Управлении КГБ по Семипалатинской области (1974–1978).
В мае 1976 года Акежан Кажегельдин в чине прапорщика начал свою службу в УКГБ Семипалатинской области, в службе наружного наблюдения.
Окончил Алма-Атинский институт народного хозяйства (1985, заочно), учитель истории и обществоведения, экономист, доктор экономических наук.
Трудовую деятельность начал бетонщиком; после окончания пединститута работал учителем, завучем средней школы.
В 1979–1984 годах — инструктор, заместитель заведующего, заведующий отделом Калининского райкома партии города Семипалатинска.
В 1985–1987 годах, в 33 года председатель Кировского райисполкома города Семипалатинска.
В 1987–1989 годах, в 35 лет — слушатель курсов подготовки руководящего состава Высшей школы КГБ СССР им. Ф. Э. Дзержинского в Москве, офицер КГБ, представитель кооператива «Созидатель» в городе Москве.
В 1989–1992 годах директор Семипалатинского комбината по промышленной обработке строительно-декоративного облицовочного камня.
В 1990 году — генеральный директор АО «Томан».
В 1990–1992 годах — генеральный директор ФПГ «Семей».

## В политике
В 1991–1993 годах — заместитель председателя Семипалатинского областного исполкома, главы областной администрации.
С июля 1992 по июль 1996 года — председатель Совета предпринимателей при Президенте РК Назарбаеве.
С февраля 1993 по февраль 1995 года — президент Союза промышленников и предпринимателей Казахстана;
С декабря 1993 по октябрь 1994 года — 1-й заместитель Премьер-министра Республики Казахстан Сергея Терещенко;
С октября 1994 по октябрь 1997 года — Премьер-министр Республики Казахстан;
С марта по октябрь 1998 года — внештатный советник Президента РК Назарбаева;
Осенью 1998 года выдвинул свою кандидатуру на президентские выборы, против Назарбаева, но к участию в выборах допущен не был.
С декабря 1998 года — председатель Республиканской народной партии Казахстана (РНПК), с декабря 2001 года — член политсовета Объединенной демократической партии (ОДП).
В 1999 году объявлен в международный розыск.
13 июля 2001 года — уголовное дело по обвинению бывшего Премьер-Министра Акежана Кажегельдина близится к завершению. Обвинения: превышение власти и служебных полномочий, вымогательство и неоднократное получение взяток, размеры которых исчисляются миллионами долларов. Государству был причинён ущерб, равный сотням миллиардов тенге. Он также обвиняется в незаконном приобретении, хранении и передаче оружия и боеприпасов и в уклонении от уплаты налогов.
6 сентября 2001 года судья Верховного суда РК Бектас Бекназаров признал подсудимого А. М. Кажегельдина, проживающего в США, виновным в совершении преступлений, предусмотренных пунктами А, В, Г части 4 ст. 311; части 1 ст. 308; части 2 ст. 251 Уголовного кодекса республики приговорил и назначил ему наказание в виде 10 лет лишения свободы с отбыванием наказания в исправительно-трудовой колонии общего режима и конфискацией имущества.
По решению генерального секретаря Интерпола Рональда К. Ноубла от 11 июня 2002 года, вся информация, касающаяся обвинений в его адрес, должна быть удалена из информационной системы Интерпола.
В этот же день, 11 июня 2002 года, в Страсбурге во время сессии Европейского парламента Акежану Магжановичу Кажегельдину был вручен «Паспорт свободы» — почётный знак, выдаваемый европейскими парламентариями преследуемым по политическим причинам оппозиционным деятелям. Господин Акежан Магжанович Кажегельдин стал обладателем «Паспорта свободы» № 27, который подписали 15 депутатов Европейского парламента, представителей разных стран и политических партий.

## Награды
В 1997 году награждён орденом «Парасат».

## Семья
Женат. Жена — Кажегельдина (Быкова) Наталья Николаевна. Имеет дочь и сына.